# Variomobil Fahrzeugbau
Die Variomobil Fahrzeugbau GmbH (Eigenschreibweise VARIOmobil) ist ein 1983 gegründeter Hersteller von Wohnmobilen und Sonderfahrzeugen für den privaten und gewerblichen Einsatz mit Sitz in Bohmte im Kreis Osnabrück, Niedersachsen.

## Geschichte
1981 entstand im niedersächsischen Rieste die Vario Wohnmobilhandel GmbH. 1983 trat der Kaufmann Bernhard Rothgänger aus Bohmte in das Unternehmen ein und übernahm im April desselben Jahres die alleinige Geschäftsführung. Er erweitert den Geschäftsbereich und änderte den Firmennamen in Variomobil Fahrzeugbau GmbH. Im August 1984 übernahm Bernhard Rothgänger das Unternehmen als alleiniger Gesellschafter und verlegte im September den Firmensitz in das Industriegebiet Bohmte. Dort wurden zunächst selbsttragende Fahrzeugkarosserien hergestellt und auf geländegängige Pickups, Transporter und Leicht-LKW montiert.
Ab 1985 fertigte das Unternehmen Sattelauflieger sowie Alkoven für den Mercedes-Benz LK. Die erste selbstentwickelte Front aus glasfaserverstärktem Kunststoff folgte 1986. Der Markenname „Variomobil“ wurde 1987 beim Deutschen Patent- und Markenamt in München eingetragen.
Das erste Wohnmobil wurde 1989 auf MB 410 Chassis aufgebaut und anlässlich der Caravaning Leitmesse in Essen der Öffentlichkeit vorgestellt. Ab 1990 wurden für Modelle ab 9 m Fahrzeuglänge auch integrierte PKW-Garagen angeboten. Im Jahr 1994 wechselte das Unternehmen an den heutigen Standort in Bohmte und errichtete dort einen Neubau mit 36.000 m² Freifläche und 6.000 m² Produktionsfläche. Eine Lackiererei für Fahrzeuge bis 20 m Länge sowie ein Reisemobilstellplatz entstanden.
1999 erfolgte der Ausbau der Betriebshallen und der Tischlerei mit Möbel-Lackiererei. Ab 2002 wurden Variomobile mit der Möglichkeit der Vergrößerung der Fahrzeugfläche durch bis zu drei ausfahrbare Wohnraum-Erker angeboten. 2007 wurde Frank Mix, Neffe des Firmengründers, zum weiteren Geschäftsführer des Familienunternehmens bestellt. Ein rollender Hangar für einen Hubschrauber als Begleitfahrzeug wurde 2008 konzipiert und auf dem Caravan Salon in Düsseldorf vorgestellt. Im gleichen Jahr wurde auf der Luxusgütermesse Millionaire Fair in München das integrierte Reisemobil VARIO Perfect 1200 Platinum vorgestellt.
In den Folgejahren wurde die Produktpalette um gewerbliche Spezialfahrzeuge erweitert. 2014 wurde der VARIO Business auf der Internationalen Automobil-Ausstellung (IAA) in Hannover vorgestellt. Im selben Jahr wurde auch ein geländegängiges Wohnmobil mit Allradantrieb entwickelt.

## Unternehmen
Das Unternehmen fertigt Reisemobile sowie Spezialfahrzeuge beispielsweise für die Bundesmarine, Banken oder Expeditionen. Die Fahrzeugproduktion erfolgt als Einzelfertigung. Fahrgestelle, Motoren und technische Einrichtungen stammen von Zulieferfirmen.

## Fahrzeugtypen
| Bezeichnung    | Fahrzeugtyp                 | Maße                                                            | Beschreibung | Produktion | Bild |
| -------------- | --------------------------- | --------------------------------------------------------------- | --- | ---------- | ---- |
| Star           | Integriertes Reisemobil     | Länge: 7,0 – 9,0 m Breite: 2,36 m Gewicht: bis 8,8 t.           | Aufbau als Reisemobil oder gewerbliches Fahrzeug.                                                                                              | seit 1989  |      |
| Perfect        | Integriertes Reisemobil     | Länge: 7,5 – 12,0 m Breite: 2,50 und 2,55 m Gewicht: 7,5 – 26 t | Aufbau auf LKW- und Omnibusfahrgestellen als Wohnmobil oder gewerbliches Fahrzeug.                                                             | seit 1988  |      |
| Alkoven        | Alkovenmobil                | Länge: 7,5 – 12,0 m Breite: 2,53 und 2,55 m Gewicht: 7,5 – 26 t | Aufbau als Reisemobil auf LKW- oder Omnibusfahrgestellen. Das original Fahrerhaus ist mit einem Alkoven als zusätzlicher Schlafboden überbaut. | seit 1986  |      |
| Business       | Sonderfahrzeug              | Länge: 7,0 – 13,6 m Gewicht: bis 26 t                           | Van, Kofferaufbau, integrierte Spezialfahrzeuge oder Sattelauflieger für den gewerblichen Einsatz.                                             | seit 1983  |      |
| Aufsatzkabinen | Leerkabinen                 | Länge: 2,3 – 5,6 m                                              | Komplettausbau oder zum Selbstausbau. | 1983–1989  |      |
| Integral       | teilintegriertes Reisemobil | Länge: 6,0 – 9,0 m                                              | Ausbau als Reisemobil mit integriertem Fahrerhaus                                                                                              | 1983–1993  |      |
| Dynamic        | Sattelauflieger             | Länge: 6 – 13,6 m (zzgl. Zugmaschine)                           | Ausbau als Reise- oder Businessmobil | 1985–1996  |      |